# خوردي رورا
خوردي رورا (بالإسبانية: Jordi Roura) لاعب كرة قدم ومدرب إسباني مواليد عام 1967 لعب لعدة أندية في إسبانيا اهمها نادي برشلونة , درب نادي يوكوهاما فولغليس الياباني بين عامي 1996-1998 ونادي هوسبتليت في إسبانيا , تم تعينة مساعدا للمدرب تيتو فيلانوفا خلال فترة تدريبة نادي برشلونة موسم 2012-2013 وعمل عمل المدرب خلال فترة غياب تيتو فيلانوفا عن الفريق خلال فترة علاجة .

## وصلات خارجية
- خوردي رورا على موقع قاعدة بيانات كرة القدم.إي يو (الإنجليزية)
- خوردي رورا على موقع عالم كرة القدم.نت (الإنجليزية)

1. ↑  المدرب رورا مساعد فيلانوفا 2012/ 2013 نسخة محفوظة 04 مارس 2016 على موقع واي باك مشين.